# جغرافیای شیلی

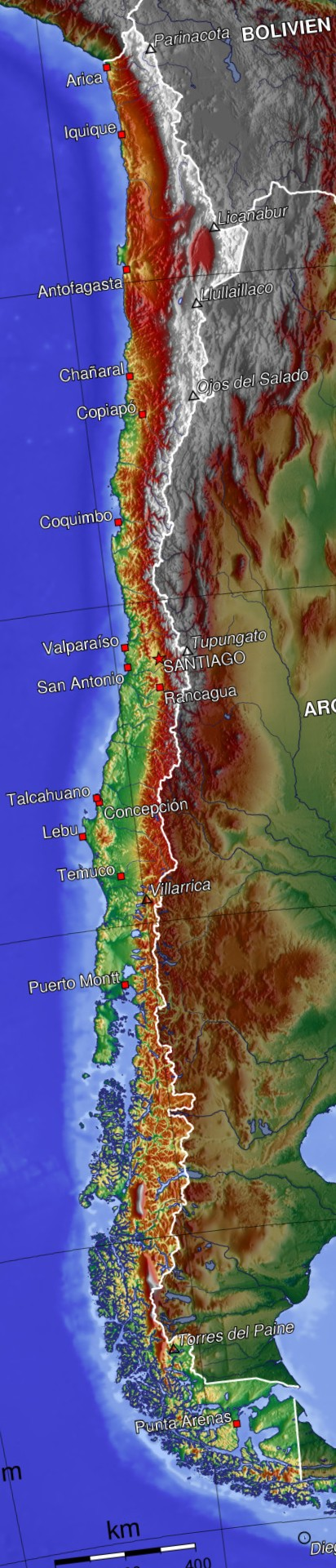

شیلی به عنوان یک کشور ساحلی بلند و باریک به شکل مخروط جنوبی در سمت غرب کوه‌های آند، از شمال به جنوب با مسافتی به طول ۴۶۳۰ کیلومتر امتداد یافته، که بزرگ‌ترین پهنای این کشور از شرق به غرب تنها ۴۳۰ کیلومتر طول دارد. این کشور مناظر بسیار بدیع و متنوعی دارد. 
شیلی با وسعت ۲۹۲۲۴۰ مایل مربع (۷۵۶۹۵۰ کیلومتر مربع)، ۳۸ امین کشور بزرگ جهان (پس از ترکیه) است. اندازه آن قابل مقایسه با زامبیا است، و کمی بزرگ‌تر از ایالت تگزاس در آمریکا می‌باشد.
بیابان آتاکامای شمالی شامل ثروت عظیم معدنی، عمدتاً مس و انواع نیترات‌ها است. دره نسبتاً کوچک مرکزی که شامل سانتیاگو است، از لحاظ جمعیت و منابع کشاورزی بر کل کشور غلبه دارد. این منطقه همچنین مرکز تاریخی است که شیلی در طی قرن نوزدهم از آن توسعه یافته، زمانی که نواحی شمالی و جنوبی آن یکپارچه شدند. جنوب شیلی از جنگلها، مراتع چرا است، و دارای یک رشته از آتشفشانها و دریاچه‌ها می‌باشد. ساحل جنوبی مجموعه‌ای پیچ در پیچ از خلیجهای تنگ، دهانه‌های ورودی، کانالها، شبه جزایر درهم پیچیده، و جزیره‌ها است. کوه‌های آند در مرز شرقی آن واقع شده‌اند. شیلی طولانی‌ترین کشور (شمالی- جنوبی) در دنیا با (بیش از ۴۲۰۰&bnsp کیلومتر؛ ۲۶۰۰ &bnsp مایل) طول می‌باشد، همچنین ۱۲۵۰۰۰۰کیلومتر مربع (۴۸۲۶۲۸ &bnsp مایل مربع| mi. sq) از قاره جنوبگان به عنوان بخشی از سرزمین خود است. اما، این ادعای اخیر براساس پیمان جنوبگان، که شیلی یکی از امضاء کنندگان آن می‌باشد، مشکوک به نظر می‌رسد.
شیلی جزیره ایستر و جزیره سالا و گومز را که جزایر شرقیترین نقطه پولینزی هستند، تحت کنترل خود دارد، که در سال ۱۸۸۸ به حوزه قلمرو خود اضافه نموده، و نیز جزیره رابینسون کروزوئه، در فاصله بیش از ۶۰۰ کیلومتری (۳۷۵ مایلی) از سرزمین اصلی در مجمع الجزایر خوآن فرناندز واقع شده‌است. امروزه، جزیره ایستر ایالتی از شیلی است. همچنین کنترل جزایر کوچک سالا و گومز، سن آمبروسیو و سن فلیکس را که فاقد سکنه هستند در اختیار داشته که این جزایر بسیار با اهمیت هستند زیرا ادعای شیلی را نسبت به آبهای محدوده کنترلی خود از این ناحیه تا به داخل اقیانوس آرام توسعه می‌دهند.

## نگارخانه

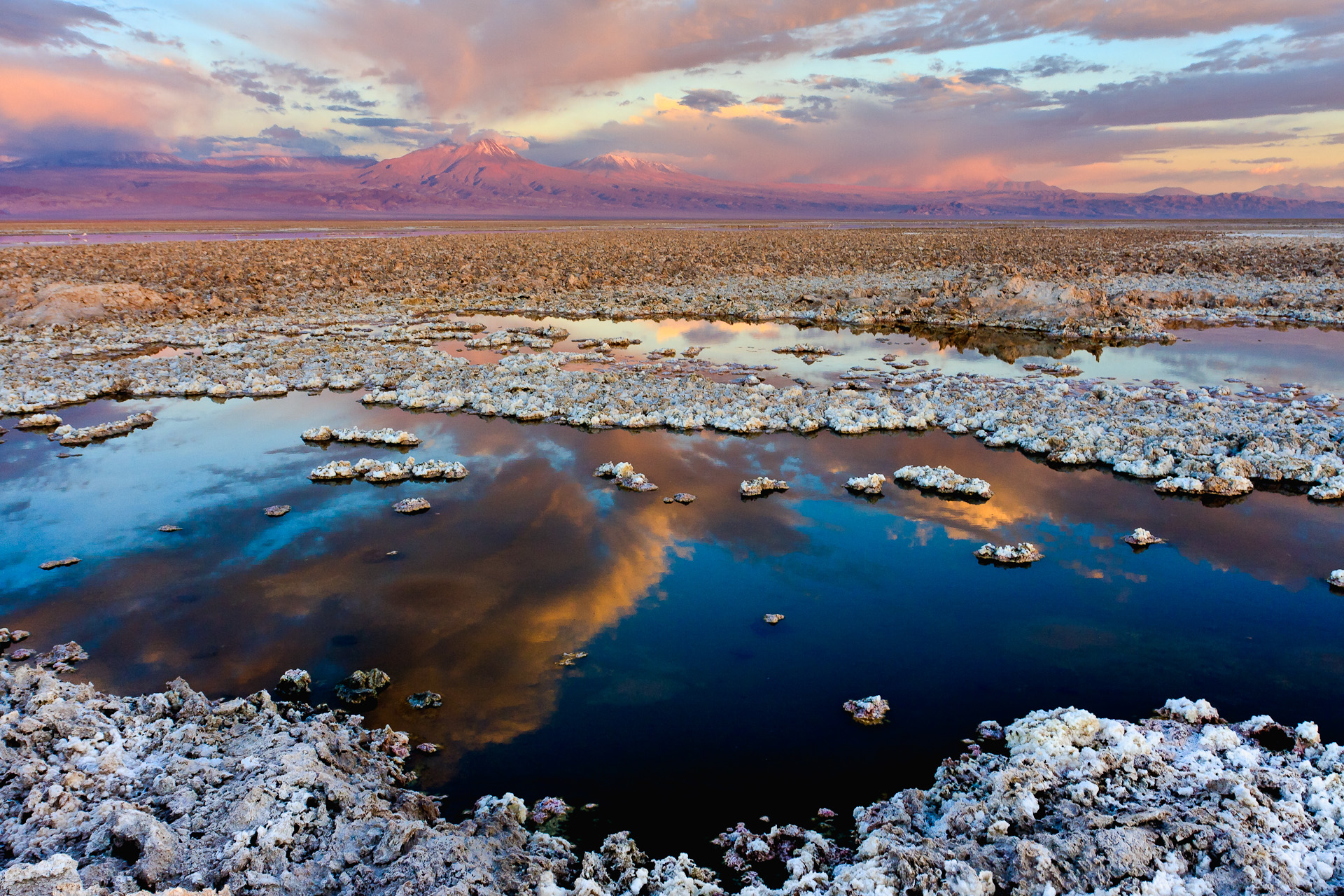
بیابان آتاکاما
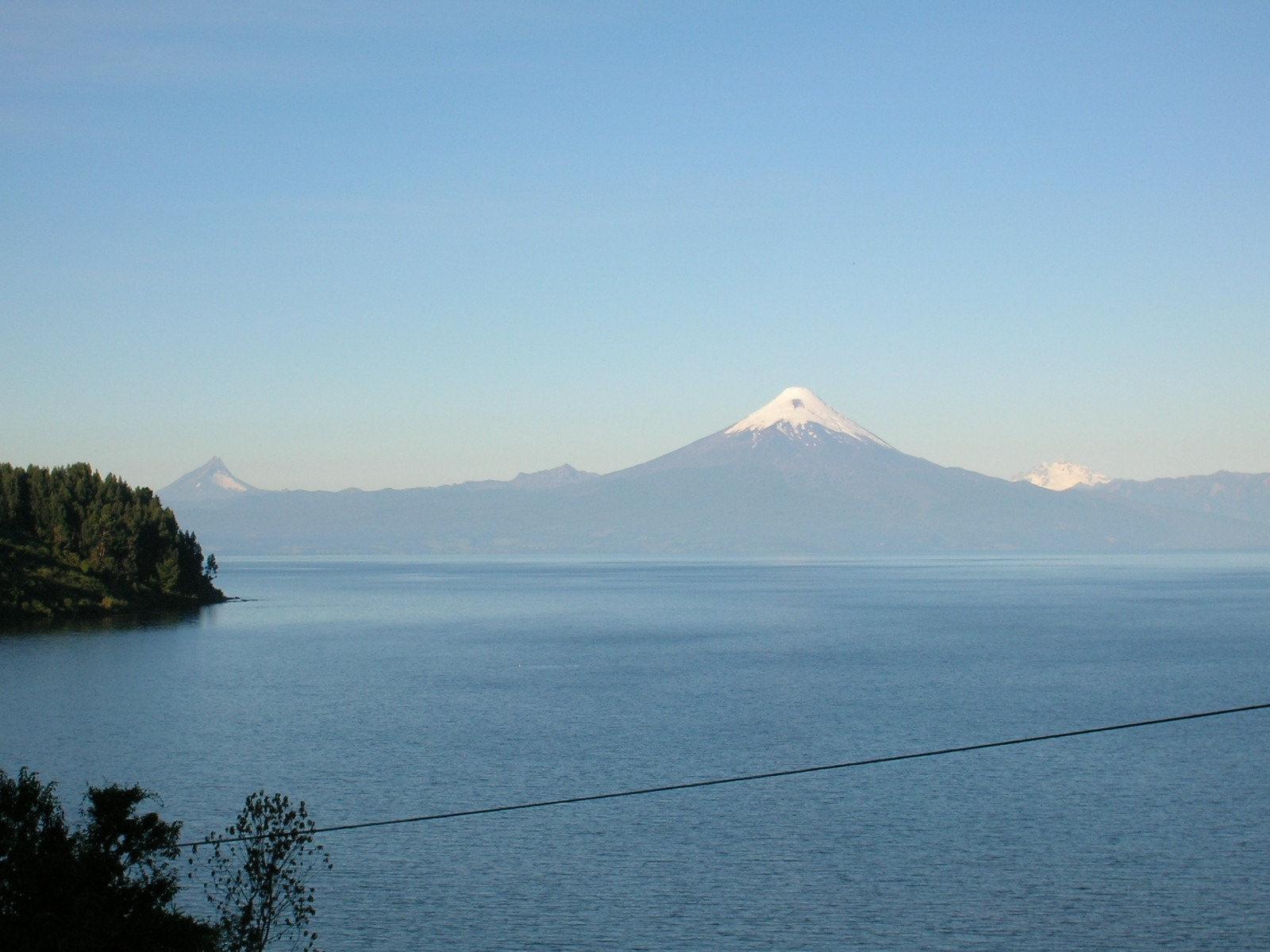
دریاچه لیانکوئیهو و آتشفشان اوسورنو
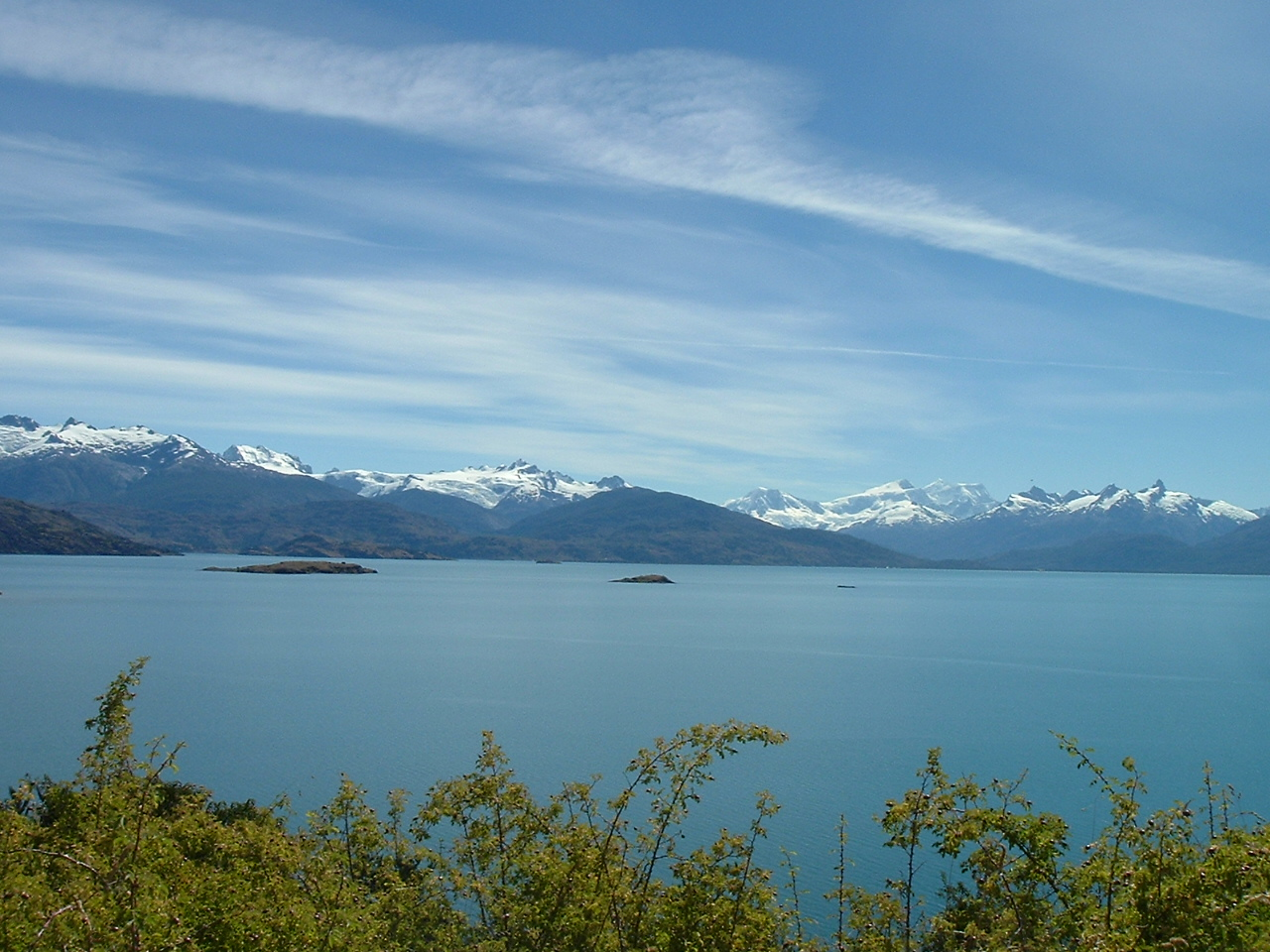
دریاچه ژنرال کررا
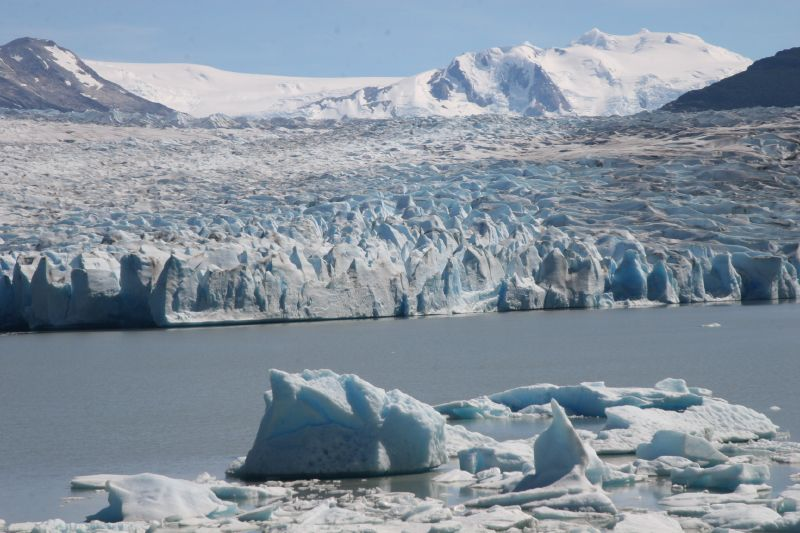
تصویر یک مجموعه مهم ذخیره آب شیرین در ناحیه جنوبی شیلی
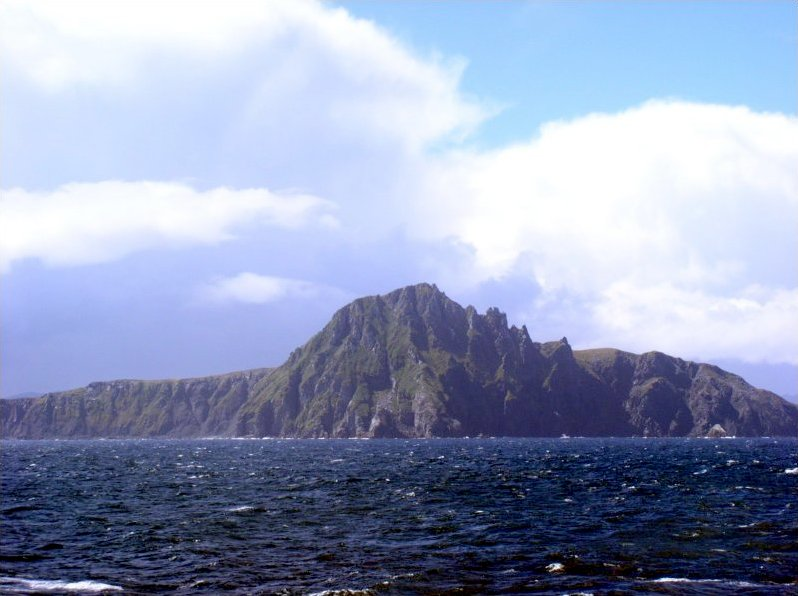
تنگه کیپ هورن از جنوب
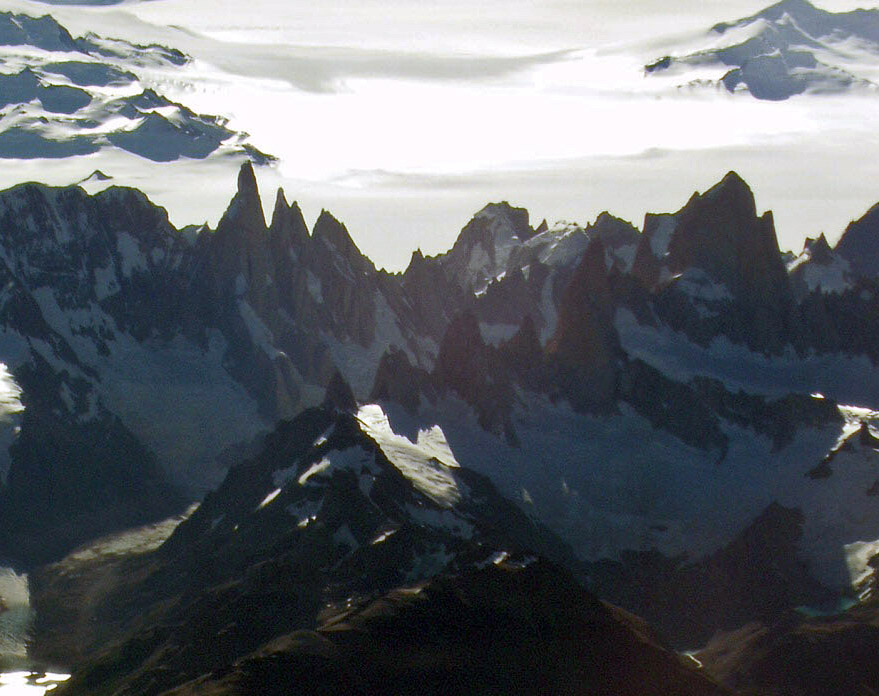
سررو توره